# فضيحة بيانات فيسبوك-كامبريدج أناليتيكا

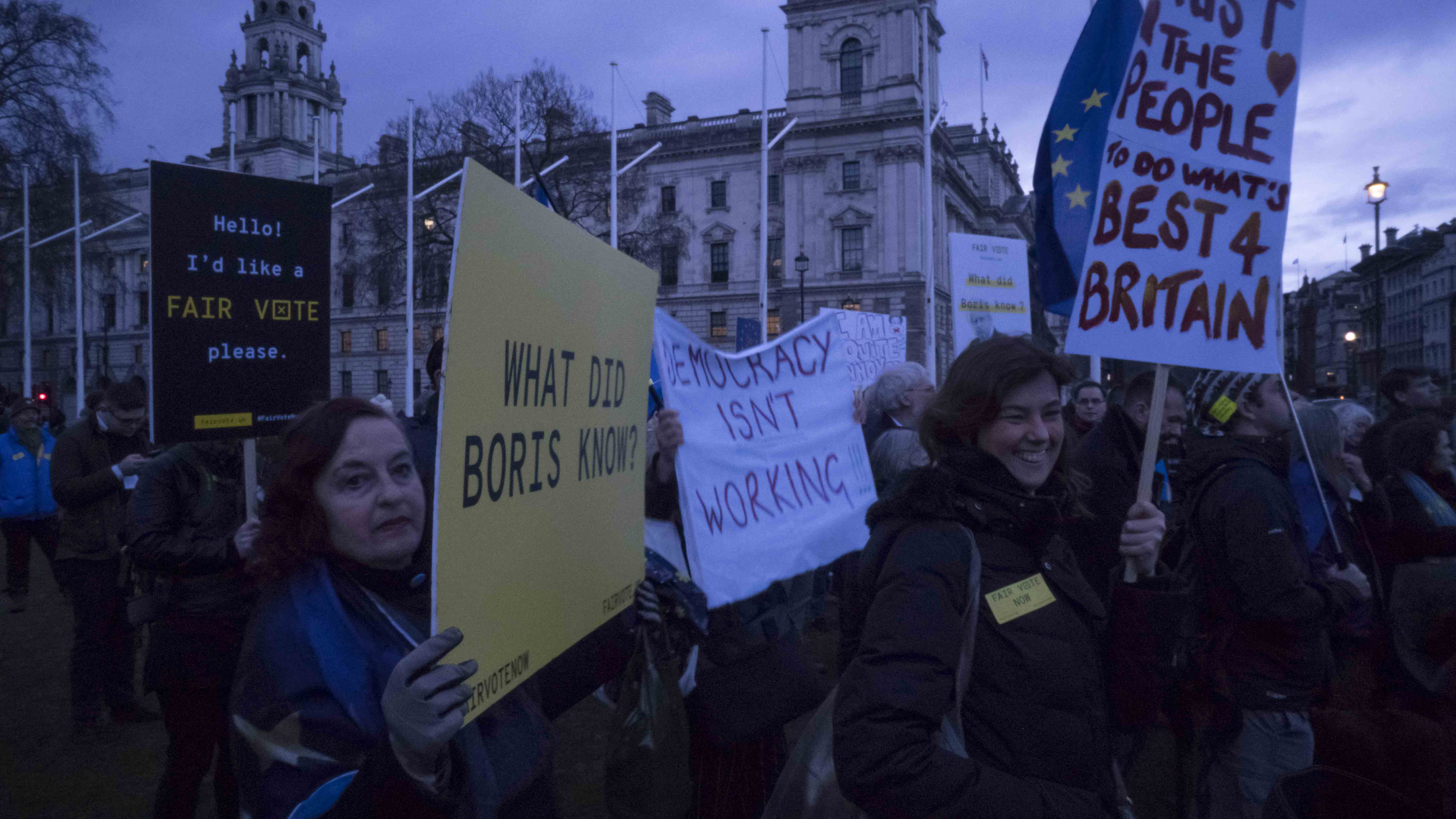
احتجاجات شعبيّة في لندن عقبَ انتشار فضيحة بيانات فيسبوك-كامبريدج أناليتيكا

فضيحة بيانات فيسبوك-كامبريدج أناليتيكا هي فضيحة سياسيّة كُبرى تفجّرت في أوائل عام 2018 عندما تم الكشف عن أنّ شركة كامبريدج أناليتيكا قد جمعت «بيانات شخصية» حولَ ملايين الأشخاص على موقع فيسبوك من دون موافقتهم قبل أن تستخدمها لأغراض «الدعاية السياسية». وُصفت الفضيحة من قِبل الكثيرين على أنها «لحظة فاصلة» في الفهم العام للبيانات الشخصية كما أدّت إلى حدوث هبوطٍ كبيرٍ في سعرِ أسهم شركة فيسبوك العالميّة فيما دعا آخرون إلى «تنظيمٍ أكثر صرامة» لاستخدام شركات التكنولوجيا للبيانات الشخصية.
يُعدّ هاري دافيس – وهو صحفيّ في جريدة الغارديان – أوّل من أبلغَ عن «الجمع غير المشروع» لبيانات المستخدمين في فيسبوك من قِبل شركة كامبريدج أناليتيكا وذلكَ في كانون الأول/ديسمبر 2015. ذكر دافيس في مقالهِ الاستقصائي على أنّ كامبريدج أناليتيكا عملت لصالحِ السيناتور الأمريكي تيد كروز من خِلال استخدام البيانات التي حصلت عليها من ملايين حسابات فيسبوك دون موافقتهم ومن ثمّ دراستها ومحاولة التأثير فيها. أثارَ مقالُ هاري دافيس بعض الضجّة؛ لكنّ موقع فيسبوك رفضَ التعليق على القصّة وتجاهلها.
عادت الفضيحة لتطفو على السطحِ مُجددًا في آذار/مارس 2018 بعدما تمكّنت الصحفية كادوالادر من التعرّف على كريستوفر ويلي وهو موظف سابق في شركة كامبريدج أناليتيكا والذي مدّها بكافّة المعلومات التي تحتاجها. لقد شاركَ ويلي في عام 2017 في كتابة مقالٍ نُشر في الأوبزرفر من كتابة كادوالادر نفسها التي لم تُشر لهويّته صراحةً بل سمّته بـ «المصدر المجهول»؛ وكان المقال قد تطرّق لانسحاب المملكة المتحدة من الاتحاد الأوروبي رابطًا هذا الحدث بشركة كامبريدج أناليتيكا ومدى تأثيرها فيهِ مما أثار ردود «فعلٍ متشككة». لقد عملت كادوالادر مع كريستوفر ويلي لمدة عام حيثُ أقنعتهُ على المضيّ قدمًا فيما يقومُ به من فضحِ للشركة ومُعتبرةً إيّاه «مُبلّغًا عن المخالفات».
بحلول 17 آذار/مارس من عام 2018؛ نشرت ثلاثُ جرائد في وقتٍ واحد سلسلة مقالات وتحقيقات عن شركة كامبريدج أناليتيكا وعلاقتها بفيسبوك مما تسبّبَ في «غضبٍ شعبيّ كبير» نجمَ عنه سقوط القيمة السوقيّة لشركة فيسبوك بأكثر من 100 مليار دولار في عدودِ أيّام فيمَا طالبَ عددٌ من الساسة في كلٍ من الولايات المتحدة والمملكة المتحدة بإجابات من الرئيس التنفيذي لشركة فيسبوك مارك زوكربيرغ الذي اضطرّ في نهاية المطاف إلى الموافقة على الإدلاء بشهادته أمام الكونغرس الأمريكي.

## خلفيّة
قام ألكساندر كوغان – وهو عالم بيانات في جامعة كامبريدج – بتطويرِ تطبيقٍ سمّاهُ هذه هي حياتك الرقمية؛ قبل أن «يُقدّم» التطبيق إلى شركة كامبريدج أناليتيكا. عملت هذه الأخيرةُ بدورها على مواصلة تطوير التطبيق وترتيبه من أجلِ «البحث» كما ادّعت. وافقَ مئات الآلاف من مستخدمي فيسبوك على إكمال الاستبيان الذي نشرتهُ الشركة والذي قالت إنّه «للاستخدام الأكاديمي» فقط؛ ومع ذلك فقد سمحَ «تصميم فيسبوك» لهذا التطبيق ليسَ بجمع المعلومات الشخصية للأشخاص الذين وافقوا على إجراء الاستطلاع فقط بل بجمعِ المعلومات الشخصية حول جميع الأشخاص الموجودين لديهم في قائمة الأصدقاء أو الذين سبق وأن دردشوا معهم وما إلى ذلك. بهذه الطريقة؛ تمكّنت كامبريدج أناليتيكا من جمعِ بيانات ملايين المستخدمين على منصّة فيسبوك دون علمهم.

## البيانات المجموعة
ذكرت الأوبزرفر ونيويورك تايمز أن البيانات المجموعة تضمّنت «معلوماتٍ» عن 50 مليون مستخدم على فيسبوك، بينما زعمت كامبريدج أناليتيكا أنها جمعت بيانات 30 مليون مستخدمًا للمنصّة «فقط». أكّدَ فيسبوك لاحقًا أن عدد من جُمعت بياناتهم قد بلغَ 87 مليون مستخدمًا؛ بما في ذلك 70.6 مليون من هؤلاء الأشخاص في الولايات المتحدة. أكّد فيسبوك أيضًا على أن ولاية كاليفورنيا كانت أكثر الولايات تأثرًا في الولايات المتحدة حيث بلغ عدد المستخدمين المتأثرين حواليّ 6.7 ملايين؛ تليها ولاية تكساس بـ 5.6 مليون ثمّ فلوريدا بـ 4.3 مليون.
أرسلَ فيسبوك رسالةً إلى المستخدمين الذين يُعتقد أنهم تأثروا قائلًا إن المعلومات قد تشمل على الأرجح «الملف الشخصي العام، الإعجابات بالصفحات، عيد الميلاد والمدينة الحالية»، فيما شملت «بيانات» مستخدمين آخرين السماح للتطبيق – المطوّر من قِبل كامبريدج أناليتيكا – بالحصولِ على إذنٍ للوصول إلى موجز الأخبار والجدول الزمني بل وحتّى الرسائل. بشكلٍ عام؛ فقد تمكّنت كامبريدج أناليتيكا من جمعِ «بيانات كافية» للبدء في عمليّة التخطيط الشخصي للمجتمع، وهو ما مكّنها من إنشاء ملف تعريفي لكلّ من جُمعت بياناته قبل أن تمر للخطوة الأخيرة والتي تمثلت بالأساس في استهدافِ المستخدمين بنوعيّة «الإعلانات الأكثر فاعليّة» لإقناعِ الشخص بمرشحٍ سياسيّ ما أو تغيير وجهة نظره حول موضوع سياسي (أو مرشح سياسي) وهكذا.

## التغطية الإخباريّة
ذكرت صحيفة الجارديان في كانون الأول/ديسمبر 2015 أن كامبريدج أناليتيكا استخدمت البيانات بناءً على طلبٍ من تيد كروز؛ كما قالت إن الشركة قد ساعدت أيضًا دونالد ترامب في حملتهِ الرئاسية لعام 2016.
في 17 آذار/مارس 2018؛ قامت الأوبزرفر ومعها الغارديان وصحيفة نيويورك تايمز بنشرِ قصّة كامبريدج أناليتيكا في وقتٍ واحدٍ. في المقال الذي نُشر من قِبل الأوبزرفر؛ حاورت الصحفيّة كادوالادر السيّد كريستوفر ويلي الموظف السابق في شركة كامبريدج لأكثر من عام قبل أن يتجهَ صوبَ صحيفة نيويورك تايمز للإبلاغ عن القصة في الولايات المتحدة. في السياقِ ذاته؛ ذكرت صحيفة نيويورك تايمز في مقالها أنه وحتّى 17 آذار/مارس 2018 – تاريخ نشر المقال – كانت البيانات لا تزال مُتاحة على الإنترنت.
ربطَ بعض الصحفيين مثلَ ميغان ماكين بين استخدام البيانات من قِبل كامبريدج أناليتيكا وبين حملة باراك أوباما لعام 2012 والتي شجّع فيها مؤيديه على تنزيل تطبيقٍ وربطهِ بموقع فيسبوك مما يُتيح له جمع «بيانات» حول المستخدمين وأصدقائهم. تدخلت منظمة بوليتيفاكت.كوم على الخطّ قائلة إنّ المقارنة ليست صحيحة على اعتبارِ أنه في قضية أوباما عرفَ المستخدمون أنهم يقومون بتسليم بياناتهم لصالحِ حملة سياسية أي أنّ ذلك كان برغبةٍ منهم على عكس قضيّة كامبريدج أناليتيكا التي أوهمت بعض المستخدمين بأنها تقومُ بعمليات بحثية لأغراض أكاديمية فقط بينما هي كانت تقومُ في الواقع بجمعِ معلومات عنهم وعن أصدقائهم للتأثيرِ فيهم فيما بعد.

## الاستجابات

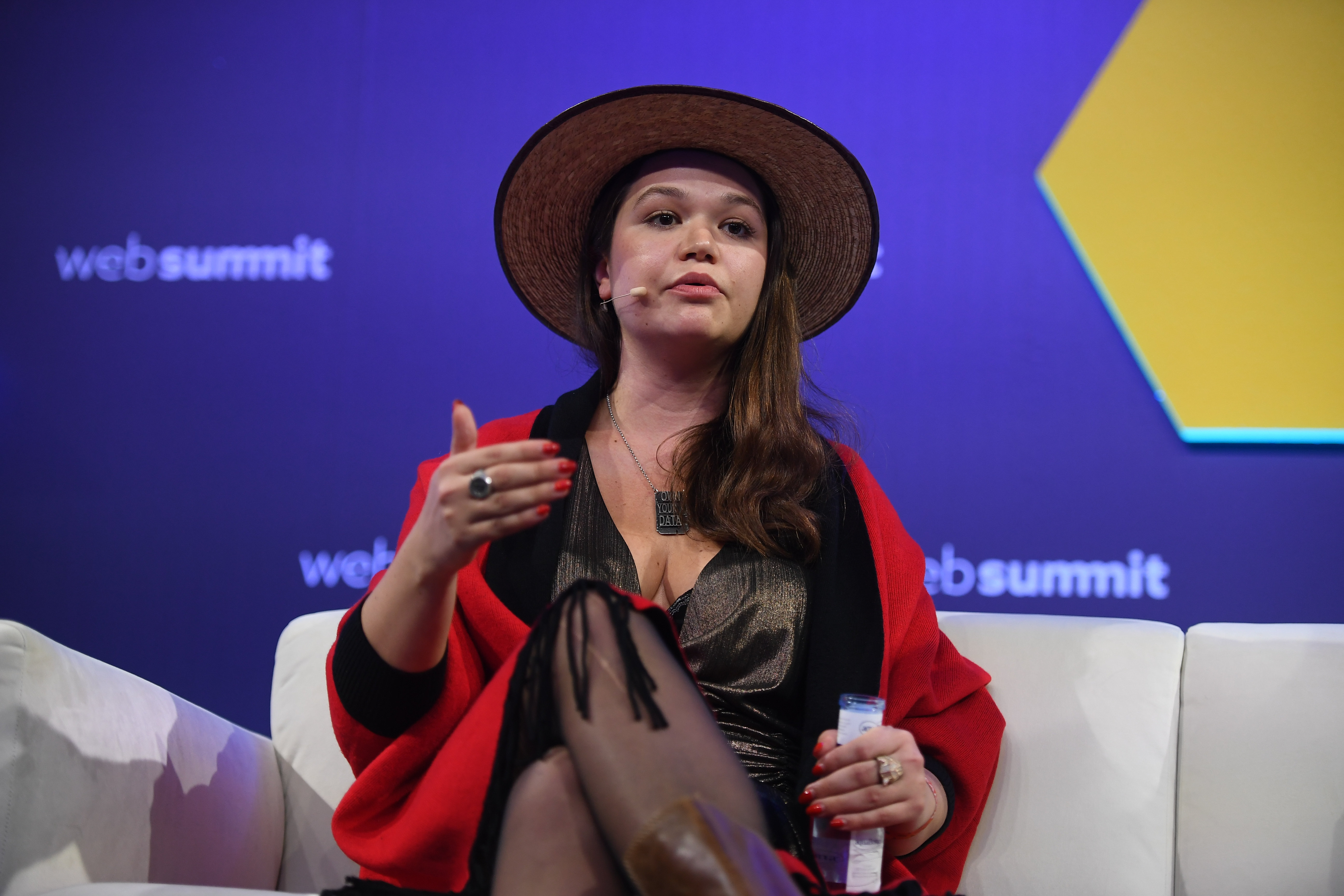
صورة لبريتاني كايزر، الشريكة المؤسسة لمؤسسة "امتلك بياناتك"، على منصة "صانعي المحتوى" خلال اليوم الثاني من قمة الويب ٢٠١٩ في قاعة ألتيس أرينا في لشبونة، البرتغال.

اعتذرَ مدير فيسبوك مارك زوكربيرغ أولاً عمّا جرى مع شركة كامبريدج أناليتيكا في حوارٍ مباشرٍ معه على شبكة سي إن إن؛ ووصفَ الموضوع بأنه «مشكلة» و«خطأ» و«خرق للثقة» كما لامَ كامبريدج على الوصول إلى البيانات الشخصية؛ فيما عارضَ مسؤولون آخرون في فيسبوك وصفَ الفضيحة بأنها «خرقٌ للبيانات» بحجّة أنّ أولئك الذين دخلوا في «الاختبار الأكاديمي» قد وافقوا في الأصل على التخلي عن معلوماتهم. تعهد زوكربيرج بإجراء تغييرات وإصلاحات في سياسة فيسبوك لمنعِ حدوث انتهاكات مماثلة؛ وفي 25 آذار/مارس 2018 نشرَ نراك زوكربيرج خطابًا شخصيًا في العديدِ من الصحف يعتذر فيه نيابةً عن فيسبوك حول ما جرى. في الشهرِ الموالي؛ سنّ الاتحاد الأوروبي ما عُرف بالنظام الأوروبي العام لحماية البيانات جاعلًا إيّاه – أي القانون – يشملُ جميع المواقع على النت وليس فيسبوك فقط.
قالت شركةُ أمازون إنها علقت تطبيق كامبريدج أناليتيكا من استخدام خدمات أمازون ويب عندما علموا أن خدمة الشركة كانت تجمع معلومات شخصية، بينما توقفت الشركة المصرفية الإيطالية يونكريديتو عن الإعلان والتسويق على منصّة فيسبوك بالكامل.
طلبت حكومتا الهند والبرازيل تقريرًا من كامبريدج أناليتيكا حول كيف استخدمت بيانات المعنيين في الحملات السياسية ونفس الأمر فعلتهُ الولايات المتحدة فيما قامت ولايات أمريكية برفعِ دعاوى قضائية ضدّ كلٍ من فيسبوك وكامبريدج أناليتيكا للتأكّد مما حصل.
أصدرَ فيسبوك في 25 نيسان/أبريل 2018 تقرير أرباحه الأوّل منذ الإبلاغِ عن الفضيحة حيثُ تبيّن أن إيراداته قد انخفضت لكنّه قال إن «الأمر اعتيادي» على اعتبارِ أنّ تلك الفترة قد تزامنت مع موسم العطلات.
في أوائل تمّوز/يوليو 2018 أعلنَ مكتب مفوض المعلومات في المملكة المتحدة أنه يعتزم تغريم فيسبوك 500,000 جنيه إسترليني (حوالي 663,000 دولار أمريكي) – وهو الحد الأقصى للغرامة المسموح به في مثل هذه الجرائم – ردًا على الفضيحة وموضحًا: «إن فيسبوك ينتهكٌ القانون بفشلهِ في حماية معلومات الناس.» من جانب آخر رفعَ المدعي العام في مقاطعة كولومبيا هو الآخر في آذار/مارس 2019 دعوى قضائية ضدّ فيسبوك بدعوى أنّه كان على علمٍ بممارسات كامبريدج أناليتيكا قبل أشهر من نشرها علنًا في كانون الأول/ديسمبر 2015. بحلول تمّوز/يوليو 2019؛ صوّتّت لجنة التجارة الفيدرالية بالموافقة على تغريم فيسبوك حوالي 5 مليارات دولار جرّاء تورطه في فضيحة شركة كامبريدج أناليتيكا.

## الشهادة أمام الكونغرس
خلال شهادته أمام الكونغرس في 10 نيسان/أبريل 2018؛ قالَ مارك زوكربيرغ إنه يتحمّل مسؤولية «غلطته الشخصية» لأنّه لم يفعل ما يكفي لمنع استخدام فيسبوك للضرر بما في ذلك المُساهمة في انتشارِ الأخبار المزيفة والتدخل الأجنبي في الانتخابات وخطاب الكراهية. خلال الشهادة اعتذرَ مارك زوكربيرج علنًا عن هذا الخرق في البيانات حيثُ قال: «لقد كان خطأي؛ وأنا آسف. لقد بدأتُ فيسبوك وأديره وأنا مسؤولٌ عمّا يحدث هنا.»
وضّحَ زوكربيرج أيضًا أن الباحث ألكسندر كوغان من جامعة كامبريدج قد أنشأَ في عام 2013 تطبيق مسابقة شخصية تم تثبيته بواسطة 300،000 شخص. كان التطبيق قادرًا بعد ذلك على استرداد معلوماتٍ من عددٍ من المستخدمين على فيسبوك وكذا نفس المعلومات تقريبًا حول المستخدمين الموجودين في قوائم الأصدقاء. اعترفَ مارك بأنّه لم يكن على علمٍ بما قام به كوغان حتى عام 2015 حينما شاركَ تلك البيانات التي جمعها معَ كامبريدج أناليتيكا التي لم تقم بحذفها – حسبَ تصريحات مارك زوكربرغ نفسه – قبل أن تكتشفَ [الغارديان ونيويورك تايمز والقناة الرابعة البريطانية القصّة.

## ما بعد الفضيحة
وفقًا لوكالة أسوشيتيد بريس فقد ظهرت شركة تُعرف باسمِ داتا بروبريا يُديرها مسؤولون سبق وأن عملوا مع كامبريدج أناليتيكا ومهمّتها الأساسيّة هي مساعدة الرئيس الأمريكي الحالي دونالد ترامب في حملته الرئاسيّة عام 2020.